# Michaił Romanow
Michaił Timofiejewicz Romanow (ros. Михаил Тимофеевич Романов, biał. Міхаіл Цімафеевіч Раманаў, Michaił Cimafiejewicz Ramanau; ur. 5 listopada?/17 listopada 1891 w Niżnym Nowogrodzie, zm. 3 grudnia 1941) – radziecki generał major, uczestnik wojny domowej w Rosji, wojny radziecko-fińskiej i II wojny światowej, jeden z dowódców obrony Mohylewa przed Niemcami w 1941 roku.

## Życiorys
Urodził się 17 listopada 1891 roku w Niżnym Nowogrodzie. W 1915 roku podjął służbę w szeregach Armii Imperium Rosyjskiego, w 1918 roku przeszedł do Armii Czerwonej. Brał udział w wojnie domowej w Rosji po stronie bolszewików i w wojnie fińsko-radzieckiej 1939–1940. W 1940 roku otrzymał stopień generała-majora.
Po wybuchu wojny niemiecko-radzieckiej w 1941 roku dowodził 172 Dywizją Strzelecką na Froncie Zachodnim. Był jednym z dowódców obrony Mohylewa przed wojskami III Rzeszy, prowadzonej w pełnym okrążeniu, z pomocą części własnej dywizji i oddziałów pospolitego ruszenia. W czasie walk został ciężko ranny i trafił do niemieckiej niewoli. Skierowano go do obozu w Hammelburgu, gdzie zmarł.

## Odznaczenia i upamiętnienie
Michaił Romanow 9 sierpnia 1941 roku został odznaczony Orderem Czerwonego Sztandaru. Jego imieniem została też nazwana jedna z ulic w Mohylewie.